# Amanichabale
Amanichabale war ein nubischer König des ersten nachchristlichen Jahrhunderts. Diese Datierung ist unsicher und es wurde oft ein Ansatz in das erste vorchristliche Jahrhundert vorgeschlagen.
Amanichabale ist von einer relativ großen Anzahl von Denkmälern bekannt. Darunter befinden sich eine Opfertafel aus Meroe, ein Bronzekonus aus Kawa, eine Schale aus Naqa und eine Stele aus dem Amuntempel von Meroe. Er errichtete den Tempel von Basa.
Seine Pyramide konnte bisher nicht mit Sicherheit identifiziert werden, meist wird die Pyramide Beg N2 in Meroe vermutet.